# 木下哲夫
木下 哲夫（きのした てつお、1950年 - ）は、日本の翻訳家。
千葉県生まれ。京都大学経済学部卒業。

## 訳書
- ローラ・ディ・コペット／アラン・ジョーンズ『アート・ディーラー　現代美術を動かす人々』パルコ出版、1988年
- エリック・フィッシュル『フィッシュル　描かれる裸のアメリカ』インタヴュアー/ドナルド・カスピット、文彩社、1989年
- ジョナス・メカス『メカスの友人日記』晶文社、1989年
- 『アンディ・ウォーホル全版画　カタログ・レゾネ』美術出版社、1990年。共訳、第4版まで増補刊
- フランチェスコ・クレメンテ『クレメンテ　インド、イタリア、アメリカを横断する』文彩社、1990年
- S・N・バーマン『画商デュヴィーンの優雅な商売』筑摩書房、1990年／ちくま学芸文庫、2000年
- フランク・ウィットフォード『抽象美術入門』美術出版社、1991年
- 『アーヴィング・ペン　パッセージ』リブロポート、1992年
- 『アートワーズ　現代美術の巨匠たち』ジーン・シーゲル編、スカイドア、1992年、新装版1997年
- ジョン・グルーエン『キース・ヘリング』リブロポート、1992年
- フィリップ・イェナワイン『モダンアートの見かた』美術出版社、1993年
- リチャード・ミズラック『狂気の遺産』宝島社、1993年。スーザン・ソンタグ解説
- ジョン・R・ソール『追う男』徳間文庫、1995年
- マルシア・ポイントン『はじめての美術史　ロンドン発、学生着』スカイドア、1995年
- キャサリン・マクダーモット『モダン・デザインのすべて』スカイドア、1996年
- ビル・ブライソン『アメリカ語ものがたり 1・2』河出書房新社、1997年
- ジョナス・メカス『フローズン・フィルム・フレームズ　静止した映画』フォトプラネット、1997年
- 『世界の美術家500』美術出版社、1998年
- ラッセル・ミラー『マグナム　報道写真 半世紀の証言』白水社、1999年
- アメリア・アレナス『人はなぜ傑作に夢中になるの　モナリザからゲルニカまで』淡交社、1999年
- ジャスティン・ヘンダーソン『世界の美術館建築』淡交社、1999年
- トレイシー・シュヴァリエ『真珠の耳飾りの少女』白水社、2000年／白水Uブックス、2004年
- 『露出過多』キャロル・スクワイアズ編、東京都写真美術館叢書：淡交社、2001年
- アメリア・アレナス『みる・かんがえる・はなす　鑑賞教育へのヒント』淡交社、2001年
- アンソニー・ベイリー『フェルメール　デルフトの眺望』白水社、2002年
- カルヴィン・トムキンズ『マルセル・デュシャン』みすず書房、2003年
- ハーバート・R・ロットマン『マン・レイ──写真と恋とカフェの日々』白水社、2003年
- ラッセル・マーティン『ピカソの戦争―《ゲルニカ》の真実』白水社、2003年
- クラウディオ・メルロ『美術の歴史』さ・え・ら書房、2004年。児童向けガイドブック
- マイケル・デ・ララベッティ『ボリブル　とんがり耳の冒険者たち』白水社、2004年
- トレイシー・シュヴァリエ『貴婦人と一角獣』白水社、2005年／白水Uブックス、2013年
- マーク・エイブリー『「消えゆくことば」の地を訪ねて』白水社、2006年
- デイヴィッド・ホックニー『秘密の知識――巨匠も用いた知られざる技術の解明』青幻舎、2006年、普及版2010年
- スー・プリドー『ムンク伝』みすず書房、2007年
- アメリア・アレナス『絵筆をとったレディ　女性画家の500年』淡交社、2008年
- 『ジョナス・メカス　ノート、対話、映画』森國次郎編、せりか書房、2012年
- 艾未未『アイ・ウェイウェイ主義』ラリー・ウォーシュ編、ブックエンド、2013年
- ロジャー・シャタック『祝宴の時代──ベル・エポックと「アヴァンギャルド」の誕生』白水社、2015年
- ジョン・リチャードソン『ピカソI　神童 1881-1906』白水社、2015年
- ジョン・リチャードソン『ピカソⅡ　キュビストの叛乱 1907-1916』白水社、2016年
- ジョン・リチャードソン『ピカソⅢ　意気揚々 1917-1932』白水社、2017年
- デイヴィッド・ホックニー／マーティン・ゲイフォード対話『絵画の歴史』青幻舎、2017年、改訂普及版2020年
- ジェーン・ロゴイスカ『ゲルダ・タロー　ロバート・キャパを創った女性』白水社、2016年
- ジェイムズ・E.B. ブレズリン『マーク・ロスコ 伝記』ブックエンド、2019年
- アニエス・ポワリエ『パリ左岸　1940-50年』白水社、2019年
- アニエス・ポワリエ『ノートルダム──フランスの魂』白水社、2021年
- クレイグ・ブラウン『ワン、ツー、スリー、フォー　ビートルズの時代』白水社、2022年